# PS Kemi Kings
Palloseura Kemi Kings ist ein finnischer Fußballverein in der Stadt Kemi, Lappland. Der Verein wurde am 21. Oktober 1999 als Zusammenschluss der Vereine Kemin Palloseura (KePS), Kemin Pallotoverit-85 (KPT-85) und Visan Pallo gegründet. Die Mannschaften nehmen mit ihren Jugendteams weiterhin am Vereinsfußball teil. Nachdem zur Saison 2008 erstmals der Aufstieg in die zweitklassige Ykkönen gelungen war, stieg der Verein nach der Saison 2011 wieder in die 3. Liga, Kolmonen, ab. Nach dem erneuten Aufstieg in die Ykkönen zur Saison 2014 konnte in dieser überraschend der Durchmarsch in die Veikkausliiga gefeiert werden. Zur Saison 2016 startete der Verein somit erstmals in der ersten finnischen Liga, in der man mit dem 9. Platz den Klassenerhalt schaffte.